# Unterseeboot 260
Le Unterseeboot 260 (ou U-260) est un sous-marin allemand (U-Boot) de type VII.C utilisé par la Kriegsmarine (marine de guerre allemande) pendant la Seconde Guerre mondiale.

## Historique
Mis en service le 14 mars 1942, l'Unterseeboot 260 reçoit sa formation de base à Danzig au sein de la 8. Unterseebootsflottille jusqu'au 30 septembre 1942, puis l'U-260 intègre sa formation de combat à Saint-Nazaire avec la 6. Unterseebootsflottille. 
Face à l'avance alliée en France et pour éviter sa capture, il est transféré à partir du 1er novembre 1944 dans la 33. Unterseebootsflottille à Flensbourg.
L'Unterseeboot 260 effectue neuf patrouilles dans lesquelles il a coulé un navire marchand ennemi de 4 893 tonneaux au cours de ses 424 jours en mer.
Il réalise sa première patrouille, quittant le port de Kiel le 10 septembre 1942 sous les ordres de l’Oberleutnant zur See Hubertus Purkhold. Après 67 jours en mer, l'U-260 rejoint la base sous-marine de Lorient le 15 novembre 1942.
Pour sa neuvième et dernière patrouille, il quitte la base sous-marine d'Horten en Norvège le 18 février 1945 sous les ordres de l’Oberleutnant zur See Klaus Becker. Après 23 jours en mer, l'U-260 coule le 12 mars 1945 à 22 h 30, sabordé par son équipage au sud de l'Irlande à la position géographique de 51° 15′ N, 9° 05′ O après avoir heurté une mine à 80 mètres de profondeur. 
Les 48 membres d'équipage, tous sains et saufs, sont secourus et emprisonnés en Irlande pour le reste de la guerre.
L'U-260 est découvert en 1985 par un pêcheur local, Colin Barnes, gisant à 44 mètres de profondeur à deux milles au large du village de Union Hall (en) en Irlande du Sud. Il est intact. Une torpille repose à côté de la coque au fond de l'océan. Cet endroit est un site de plongée connu sous le nom de Glandore.

## Affectations successives
- 8. Unterseebootsflottille à Danzig du 14 mars au 30 septembre 1942 (entraînement)
- 6. Unterseebootsflottille à Saint-Nazaire du 31 octobre 1942 au 31 octobre 1944 (service actif)
- 33. Unterseebootsflottille à Flensbourg du 1er novembre 1944 au 12 mars 1945 (service actif)

## Commandement
- Kapitänleutnant Hubertus Purkhold du 14 mars 1942 à avril 1944
- Oberleutnant zur See Klaus Becker d'avril 1944 au 12 mars 1945

## Patrouilles
|       | Commandant               | Départ            | Départ        | Arrivée          | Arrivée       | Jours     | Succès  |
| ----- | ------------------------ | ----------------- | ------------- | ---------------- | ------------- | --------- | ------- |
| 1     | Oblt. Hubertus Purkhold  | 10 septembre 1942 | Kiel          | 15 novembre 1942 | Lorient       | 67 jours  |         |
| 2     | Kptlt. Hubertus Purkhold | 14 décembre 1942  | Lorient       | 3 février 1942   | Saint-Nazaire | 52 jours  | 4 893   |
| 3     | Kptlt. Hubertus Purkhold | 12 mars 1943      | Saint-Nazaire | 22 mai 1943      | Saint-Nazaire | 72 jours  |         |
| 4     | Kptlt. Hubertus Purkhold | 25 août 1943      | Saint-Nazaire | 24 octobre 1943  | Saint-Nazaire | 61 jours  |         |
| 5     | Kptlt. Hubertus Purkhold | 18 décembre 1943  | Saint-Nazaire | 27 février 1944  | Saint-Nazaire | 72 jours  |         |
| 6     | Oblt. Klaus Becker       | 6 juin 1944       | Saint-Nazaire | 16 juin 1944     | Lorient       | 11 jours  |         |
|       | Oblt. Klaus Becker       | 22 juillet 1944   | Lorient       | 23 juillet 1944  | Lorient       | 2 jours   |         |
| 7     | Oblt. Klaus Becker       | 7 août 1944       | Lorient       | 13 août 1944     | La Pallice    | 7 jours   |         |
| 8     | Oblt. Klaus Becker       | 3 septembre 1944  | La Pallice    | 17 octobre 1944  | Bergen        | 45 jours  |         |
|       | Oblt. Klaus Becker       | 19 octobre 1944   | Bergen        | 25 octobre 1944  | Flensbourg    | 7 jours   |         |
|       | Oblt. Klaus Becker       | 9 février 1945    | Kiel          | 13 février 1945  | Horten        | 5 jours   |         |
| 9     | Oblt. Klaus Becker       | 18 février 1945   | Horten        | 12 mars 1945     | Coulé         | 23 jours  |         |
| Total | Total                    | Total             | Total         | Total            | Total         | 424 jours | 4 893 t |

Note : Oblt. = Oberleutnant zur See - Kptlt. = Kapitänleutnant 

### Opérations Wolfpack
L'U-260 a opéré avec les Wolfpacks (meute de loups) durant sa carrière opérationnelle :
1. Blitz (22 septembre 1942 - 26 septembre 1942)
2. Tiger (26 septembre 1942 - 30 septembre 1942)
3. Luchs (1er octobre 1942 - 6 octobre 1942)
4. Panther (6 octobre 1942 - 11 octobre 1942)
5. Südwärts (24 octobre 1942 - 26 octobre 1942)
6. Spitz (22 décembre 1942 - 31 décembre 1942)
7. Seeteufel (21 mars 1943 - 30 mars 1943)
8. Löwenherz (1er avril 1943 - 10 avril 1943)
9. Lerche (10 avril 1943 - 15 avril 1943)
10. Specht (21 avril 1943 - 4 mai 1943)
11. Fink (4 mai 1943 - 6 mai 1943)
12. Leuthen (15 septembre 1943 - 24 septembre 1943)
13. Rossbach (24 septembre 1943 - 7 octobre 1943)
14. Rügen 6 (28 décembre 1943 - 2 janvier 1944)
15. Rügen 5 (2 janvier 1944 - 7 janvier 1944)
16. Rügen (7 janvier 1944 - 11 janvier 1944)

## Navires coulés
L'Unterseeboot 260 a coulé un navire marchand ennemi de 4 893 tonneaux au cours des neuf patrouilles (410 jours en mer) qu'il effectua.
| Date             | Nom du navire  | Nationalité | Convoi  | Tonnage | Fait  |
| ---------------- | -------------- | ----------- | ------- | ------- | ----- |
| 28 décembre 1942 | Empire Wagtail | UK          | ONS-154 | 4 893   | Coulé |

### Source et bibliographie
- (en) Cet article est partiellement ou en totalité issu de l’article de Wikipédia en anglais intitulé « German submarine U-260 » (voir la liste des auteurs).
- Chris Bishop, historien militaire (trad. de l'anglais par Christian Muguet), Les sous-marins de la Kriegsmarine : 1939-1945 : le guide d'identification des sous-marins [« The spellmount submarine identification guide : Kriegsmarine U-boats 1939-1945 »], Paris, Éd. de Lodi, 2008, 192 p. (ISBN 978-2-84690-327-1, OCLC 470721805, BNF 41298980)